# Estatua sedente de Pepy I con Horus

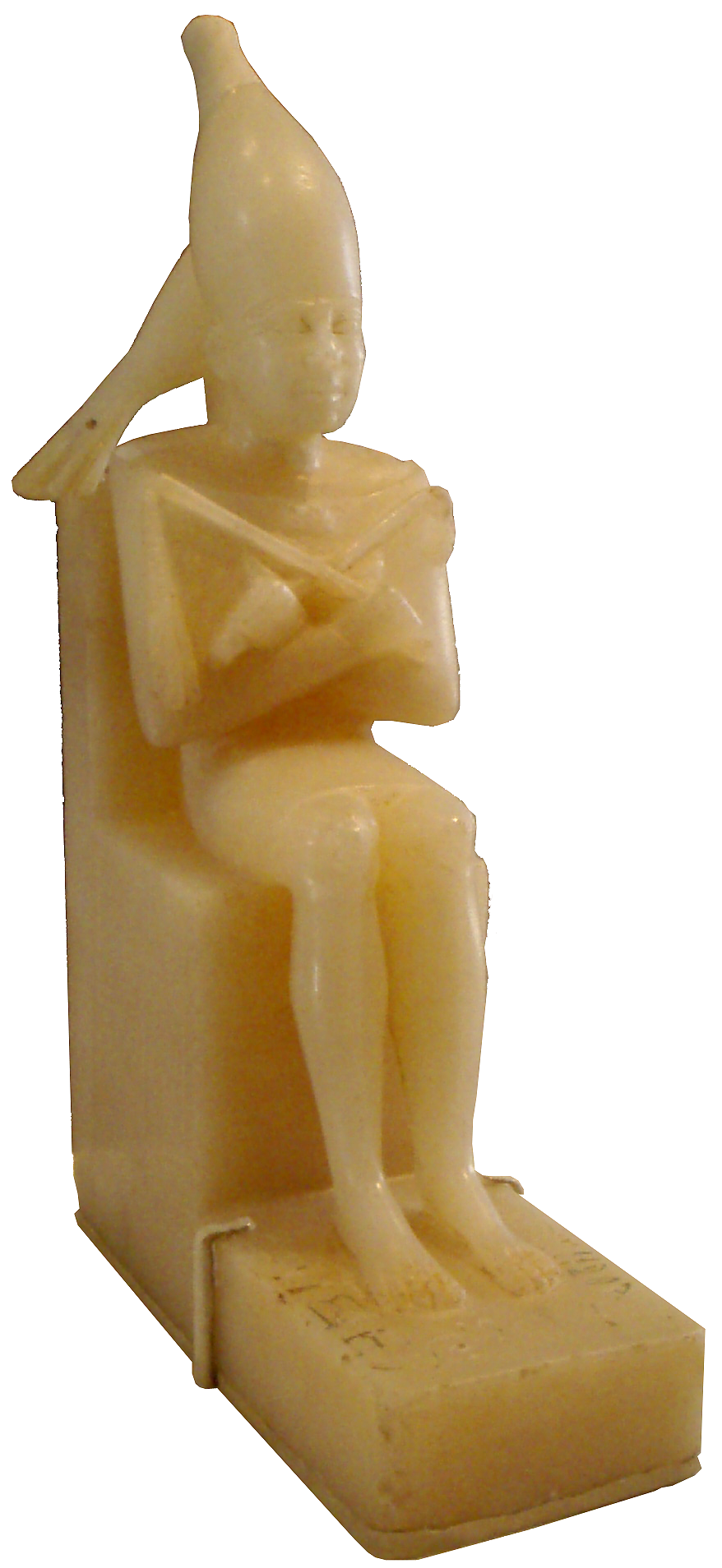
Imagen de la estatua del Faraón Pepi I con Horus en el Museo Brooklyn.

Horus, deidad egipcia con forma de halcón.

La estatua sedente de Pepy I con Horus es una escultura que fue elaborada en época del Imperio Antiguo de Egipto, durante la Dinastía VI de Egipto.

## Simbología
La estatua representa a Pepy I, Meryra Pepy, tercer faraón de la dinastía VI de Egipto, de c. 2310 a 2260 a. C. (von Beckerath), denominado Meryra en la Lista Real de Abidos y Pepy en la Lista Real de Saqqara. El Canon Real de Turín le atribuye un reinado de veinte años. Manetón lo llama Fiós, y le asigna 53 años de reinado, según Julio Africano; también está representado Horus, "el elevado", dios celeste en la mitología egipcia, considerado iniciador de la civilización egipcia.
La figura del faraón porta el vestido de la festividad de Heb Sed, o fiesta Sed, que fue posiblemente la más importante celebración de los soberanos del antiguo Egipto. El propósito de esta festividad parece haber sido la renovación de la fuerza física y la energía sobrenatural del faraón.

## Características
- Estilo: arte egipcio.
- Material: alabastro.
- Dimensiones: 26,5 x 15,7 centímetros.

## Conservación
- La figura se exhibe de forma permanente en el Museo Brooklyn de Nueva York, con el número de inventario 39.120, procedente del Fondo de Charles Edwin Wilbour.